# Avançon (Hautes-Alpes)
Avançon település Franciaországban, Hautes-Alpes megyében. Lakosainak száma 418 fő (2022. január 1.). Avançon La Bâtie-Neuve, La Bâtie-Vieille, Espinasses, Montgardin, Saint-Étienne-le-Laus és Théus községekkel határos.

## Népesség
A település népességének változása:
| Lakosok száma | 252  | 261  | 279  | 350  | 404  | 402  | 404  | 419  | 419  | 418  |
|               | 1968 | 1982 | 1990 | 2006 | 2013 | 2015 | 2017 | 2019 | 2020 | 2022 |